# Андертон, Генри
Ге́нри А́ндертон (англ. Henry Anderton; 1630—1667, Лондон) — английский художник-портретист, автор мифологических пейзажей. Работал в 50-е—60-е годы XVII века.

## Биография
Генри Андертон родился 1630 году. Он был учеником Роберта Стриттера (1621—1679), известного в своё время придворного художника.
Генри Андертон, как и его наставник, писал картины на историко-мифологические сюжеты, пейзажи, но известен прежде всего своими портретами. Он ездил совершенствоваться в Италию, но скоро вернулся, получив распоряжение явиться ко двору. Успех его как портретиста способствовал тому, что король Карл II удостоил его милости и позволил писать портрет своей особы. Заказывали свои портреты и члены свиты Его Величества.
Художник Генри Андертон жил с женой Дороти в приходе англ. Сент-Джайлз в центре Лондона. Он умер молодым, оставив Дороти вдовой. Смерть наступила между 8 и 21 октября 1667. Генри Андертон был похоронен на том же «кладбище поэтов» при церкви Святого Эгидия-в-полях, что и младший его современник, Джон Гринхилл, (1644—1676), тоже слишком рано ушедший художник.

## Изображения
- Портрет дамы, ок. 1665 холст, масло 119,3 × 96.5 см. На портрете изображена вдова. Чёрная вуаль и костюм традиционны для траура, а урна позади неё с трагической маской на рельефе, — конечно, не содержащая прах её мужа буквально, — намёк на кремацию героев древнего мира[3].
- Портрет леди Пенелопы Берринджер, холст, масло 124,5 × 99 см.
- Сэр Ричард Браунлоу (1628—1668), 2-й баронет Архивировано 14 декабря 2014 года., холст, масло, 127 × 100.5 см, коллекция англ. Национального фонда культуры Великобритании.
- Портрет сидящей дамы в золотом платье, холст, масло, 107 × 84 см, коллекция англ. библиотеки Чотон Хаус.

## Музейные собрания
- Галерея Тейт, Лондон
- англ. Национальный фонд культуры Великобритании
- англ. Библиотека Чотон Хаус[4]